# 愛知県道路公社
愛知県道路公社（あいちけんどうろこうしゃ）は、愛知県名古屋市中区丸の内三丁目19番30号にある、愛知県を設立団体とする地方道路公社。1972年（昭和47年）5月16日設立。2016年（平成28年）10月1日をもって保有する8路線を前田グループ（前田建設工業など）の共同運営体に譲渡する民営化が決定した。
愛知県道路公社と民間会社である愛知道路コンセッション株式会社（本社：半田市）が公共施設等運営権実施契約を締結、 2016年（平成28年）10月1日より愛知県道路公社が管理する一般有料道路（8路線）の運営権が愛知道路コンセッション株式会社に期間限定で設定された。

## 愛知県有料道路運営等事業（有料道路コンセッション）
国家戦略特別区域指定区域である愛知県の規制改革メニューである「公社管理道路運営事業の特例」は、事業主体を「区域計画の認定後、愛知県道路公社から、PFI法に基づく公共施設等運営権を付与された民間事業者」として2015年（平成27年）9月9日に区域計画認定された。
- 2016年（平成28年）8月31日：愛知県道路公社が愛知道路コンセッション株式会社（民間事業者）と公共施設等運営権実施契約を締結[3]。
- 2016年（平成28年）10月1日：愛知県道路公社が管理する一般有料道路（8路線）の期間限定の管理・運営権が愛知道路コンセッション株式会社に設定。

## 所有施設

### 一般有料道路
| 路線名                | 本籍路線                                                | 全長    | ETC整備状況 | 備考                                                  |
| --------------------- | ------------------------------------------------------- | ------- | ----------- | ----------------------------------------------------- |
| *南知多道路           | 愛知県道7号半田南知多公園線                             | 19.6 km | ○           | 知多半島道路と直通                                    |
| 猿投グリーンロード    | 愛知県道6号力石名古屋線                                 | 13.1 km | ○           | 東海環状自動車道に接続                                |
| 衣浦トンネル          | 愛知県道265号碧南半田常滑線                             | 1.7 km  | ×           |                                                       |
| *知多横断道路         | 愛知県道265号碧南半田常滑線 愛知県道522号中部国際空港線 | 8.5 km  | ○           | 中部国際空港主要アクセス道路 愛称名：セントレアライン |
| *中部国際空港連絡道路 | 愛知県道522号中部国際空港線                             | 2.1 km  | ○           | 中部国際空港主要アクセス道路 愛称名：セントレアライン |
| *知多半島道路         | 愛知県道55号名古屋半田線                                | 20.9 km | ○           | 伊勢湾岸自動車道・名古屋高速道路3号大高線に接続       |
| 衣浦豊田道路          | 国道419号                                               | 4.3 km  | ×           | 伊勢湾岸自動車道に接続                                |
| *名古屋瀬戸道路       | 愛知県道521号日進瀬戸線                                 | 2.3 km  | ○           | 愛・地球博関連道路 東名高速道路に接続                 |

凡例
*が付いている路線は自動車専用道路
- ○：全線にわたって整備済み
- △：一部料金所整備済み
- ×：整備料金所なし

### 一般自動車道
| 路線名               | 全長   | 備考 |
| -------------------- | ------ | ---- |
| 三ヶ根山スカイライン | 5.1 km |      |

### かつて管理していた有料道路
- 多米峠有料道路：1987年（昭和62年）7月1日 無料化
- 三河湾スカイライン：2006年（平成18年）2月1日 無料化
- 本宮山スカイライン：2006年（平成18年）2月1日 無料化
- 鳳来寺山パークウェイ：2007年（平成19年）7月1日 無料化
- 本坂トンネル：2008年（平成20年）3月31日 無料化[5]
- 茶臼山高原道路：2008年（平成20年）4月13日 無料化[6]
- 尾張パークウェイ：2008年（平成20年）6月20日 無料化[7]
- 音羽蒲郡有料道路（三河湾オレンジロード）：2012年（平成24年）12月1日 無料化[8]
- 小坂井バイパス：2016年（平成28年）3月6日 無料化[9]
- 小牧東インター有料道路：2016年（平成28年）3月27日 無料化[10]

### かつて管理していた駐車場
- 新豊田駅駐車場：2013年（平成25年）4月1日 豊田市に移管[11]
- 鳳来寺山パークウェイ駐車場：2022年（令和4年）4月1日 新城市に移管[12]